# Мэйлань (аэропорт)
Международный аэропорт Хайкоу Мэйлань (кит.яз. 海口美兰国际机场; пиньинь Hǎikǒu Měilán Guójì Jīchǎng; англ. Haikou Meilan International Airport) (ИАТА: HAK, ИКАО: ZJHK) (иногда неправильно указывается как ZGHK) — крупнейший аэропорт на острове Хайнань в Китае. Расположен в 25 км от крупнейшего города провинции Хайкоу, открыт в 1999 году.

## Инфраструктура
Площадь терминала № 1 составляет 60,2 тыс. м², в нём расположено 45 стоек регистрации и 11 контрольно-пропускных пунктов.
В декабре 2021 года сдана в эксплуатацию вторая очередь международного аэропорта Мэйлань. Проект общей площадью 576 га состоит из нового терминала, взлетно-посадочной полосы общей протяженностью 3,6 км для приёма лайнеров Airbus A380, двух параллельных рулежных дорожек, стоянок для самолетов, вышки командно-диспетчерского пункта высотой 108 метров и системы наземного транспорта. Терминал № 2 площадью 300 тыс. м² оборудован 110 стойками регистрации. Кроме того, здесь расположены магазины беспошлинной торговли общей площадью 10 тыс. кв. м.

## Статистика
- Пассажирооборот (2007): 7,265,349
- Грузооборот (2007): 69,830 тонн

## Авиакомпании и назначения

### Местные рейсы
- Air China
- China Eastern Airlines
- China Southern Airlines
- Deer Air
- East Star Airlines
- Hainan Airlines
- Okay Airways
- Shandong Airlines
- Shanghai Airlines
- Shenzhen Airlines
- Sichuan Airlines
- Spring Airlines
- Xiamen Airlines

### Международные рейсы
- AirAsia (Куала-Лумпур)
- Air Macau (Макао)
- Asiana Airlines (Сеул-Инчхон)
- China Eastern Airlines (Сеул-Инчхон)
- China Southern Airlines (Гонконг)
- Hainan Airlines (Бангкок-Суварнабхуми, Пусан, Кванджу, Осака-Кансай, Сеул-Инчхон, Сурабая)
- Hong Kong Airlines (Гонконг)
- NordStar Airlines (Красноярск,Новосибирск,Хабаровск)
- Tiger Airways (Сингапур)
- AzurAir (Москва-Санья)